# Tanytarsus riopreto
Tanytarsus riopreto är en tvåvingeart som beskrevs av Ernst Josef Fittkau och Reiss 1973. Tanytarsus riopreto ingår i släktet Tanytarsus och familjen fjädermyggor. Inga underarter finns listade i Catalogue of Life.